# Прудки (Сафоновський район)
Прудки (рос. Прудки) — присілок Сафоновського району Смоленської області Росії. Входить до складу Прудківського сільського поселення.
Населення — 659 осіб (2007 рік). 